# Làbdac
Segons la mitologia grega, Làbdac (en grec antic: Λάβδακος, Lábdakos) fou un rei de Tebes, fill de Polidor i net de Cadme. Per part de la seva mare, Nicteis, és net de Ctoni, un dels homes nascuts de les dents del drac mort per Cadme.
El seu pare, Polidor, va morir quan Làbdac només tenia un any, i s'encarregà de la regència de Tebes el seu avi Nicteu. Quan Nicteu va morir, el reialme passà a mans del germà d'ell, Licos, i finalment a les de Làbdac. Després, el regne passà a mans del seu fill Laios, el pare d'Èdip.
El regnat de Làbdac va estar marcat per la guerra contra el rei d'Atenes Pandíon, guerra que tenia per motiu una disputa territorial. Tereu, rei de Tràcia va ajudar Pandíon.
Segons una llegenda que només cita la Biblioteca d'Apol·lodor, Làbdac va morir com Penteu, esquinçat per les bacants per haver-se oposat, com ell, al culte de Dionís.